# 永遠の陽射しの頂
永遠の陽射しの頂(えいえんのひざしのいただき、英: Peak of Eternal Light、PEL)とは、太陽系の天体において、常に太陽光が差している場所。 赤道傾斜角のきわめて小さな天体上であり、かつ標高が高い必要がある。1837年、ヴィルヘルム・ベーアとヨハン・ハインリッヒ・メドラーによって初めて存在が提唱された。二人は月の極付近にある山々について、「……これらの山頂の多くは、（地球による食の時を除いて）永遠の陽射しの中にある」と述べた。1879年にもカミーユ・フラマリオンが、月の極には永遠の陽射しの頂があるだろう、と推測している。PELは、常時太陽エネルギーを受けられるため電気装置の設置が可能なこと、また比較的安定した温度範囲が保たれることから、宇宙開発や宇宙移民に有用であると考えられる。

## 月において
永遠の陽射しを受けている場所を特定するため、ESAのスマート1、NASAのクレメンタイン、JAXAのかぐやが作成した月の極の地図が使われてきた。軌道上の宇宙機が極の光を監視し季節変動を見つけ出し、起伏を地図化することで、PELを地形学的に特定することができる。
月面の永遠の陽射しは月食の際に一時的に遮られ、また山や大地によっても遮られるため、完全に「永遠」ではない。月における「永遠の陽射しの頂」という言葉は、大衆化の一環として技術論文や新聞記事の中で使われ、実際に光で照らされる期間は（月食を除いても）永遠でないのにもかかわらず、驚くほどよく用いられる。月面でのPELはまだ見つかっていないが、画像やレーザー、レーダー地形学に基づくシミュレーションの結果、多くの山頂が太陰暦での一年のうち80％以上を太陽に照らされていることが明らかになっている。もちろん、この場合の「永遠」とは太陽の寿命（おおよそ100億年）の間続くことを意味し、太陽が燃料を使い果たし赤色巨星となって月を呑み込む、あるいは白色矮星となって月面を直接照らすに足るだけの光を発さなくなる時には終わるものである。 

### 月の北極
ジョンズ・ホプキンズ大学のチームはクレメンタイン計画で得られた画像から、月の北極近くにあるピアリ―クレーターの外縁部の４箇所を、PELの候補に挙げた。クレメンタインの画像は北半球の夏に撮影され、４箇所が冬の全期間にわたって遮られることがないかを確かめることはできなかった。かぐやの宇宙探査機からの追加データによって、ピアリークレーターの頂のひとつは、一年のうち89％の間太陽光を受け、月面における他のどのPELで予測されているよりも日照レベルが高い。

### 月の南極
月の南極は巨大な窪地であり、標高差は16kmに及ぶ。NASAとESAのチームによる月南極の画像および地形条件の綿密な調査により、少数ながら極の15km以内に太陽に照らされた尾根筋があることが発見された。それぞれの尾根筋はまるで永遠の暗闇の海に浮かぶ数百メートル幅に過ぎない島のようだった。そこでは永遠に近い陽射し（夏のほぼ全期間、冬の70~90％の期間）を受けられる。

## 水星において
水星上のPELの存在についても理論化がなされているが、未だ詳細な地図が作成されていないことから、明確に肯定も否定もされていない。軌道衛星メッセンジャーのデータ分析が完全に完了したら、何らかの進展があることが期待される。水星は衛星をもたないので、食による散発的な影は生じない。